# Ployart-et-Vaurseine
 Ployart-et-Vaurseine  là một xã ở tỉnh Aisne, vùng Hauts-de-France thuộc miền bắc nước Pháp.